# Internetwork Packet Exchange
Internetwork Packet Exchange o IPX (en español "intercambio de paquetes interred") es un antiguo protocolo de comunicaciones de redes NetWare (del fabricante Novell) utilizado para transferir datos de un nodo a otro de la red mediante paquetes de datos llamados datagramas.
Los paquetes en IPX incluyen direcciones de redes, permitiendo enviar datos de una red a otra y, en consecuencia, interconectar ordenadores de redes diferentes. Algún paquete en IPX puede perderse cuando cruza redes, por lo que IPX no garantiza la entrega de un mensaje completo. La aplicación tiene que proveer ese control o utilizar el protocolo SPX de Novell. IPX provee servicios en los estratos 3 y 4 del modelo OSI (capas de red y de transporte respectivamente).

## Historia
Este protocolo tuvo mucha popularidad al inicio del auge histórico de los videojuegos multijugador en red en la década de 1990, por ser el primero que permitía interconectar redes de diferentes usuarios domésticos, siendo la única posibilidad de comunicación por la que apostaron muchos desarrolladores ya que las tarjetas de red fabricadas por Novell eran las primeras al alcance del público individual.
Actualmente, el protocolo está obsoleto y si pervive es de forma residual, precisamente gracias a videojuegos antiguos que no conservan otros modelos de comunicación vigente disponible.